# Amazonis (albedo)
Amazonis és una característica d'albedo a la superfície de Mart, localitzada amb el sistema de coordenades planetocèntriques a 0 ° latitud N i 220 ° longitud E. El nom va ser aprovat per la UAI l'any 1958 i fa referència a l'Amazones, poble de dones guerreres de la mitologia grega.